# Praça Granito

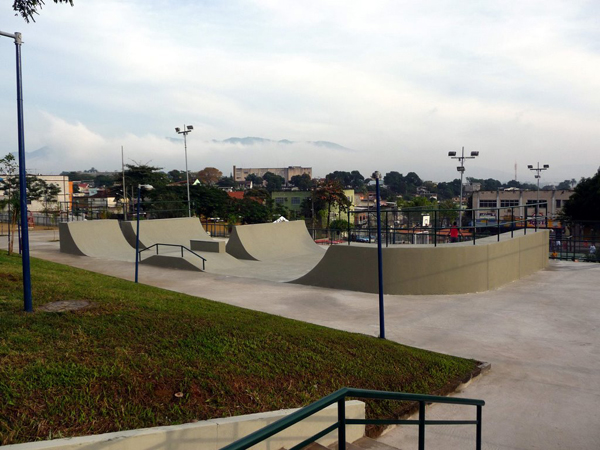
Pista de skate da Praça Granito, em 2015.

A Praça Granito é uma praça situada no bairro do Parque Anchieta, na Zona Norte da cidade do Rio de Janeiro. Localiza-se no encontro da Avenida Cipriano Barata com as ruas Calatea e Caliandra.
A Praça Granito é constituída por espaços verdes, campos de futebol e futsal, mobiliário urbano, parques infantis, academia da terceira idade e pista de skate. No logradouro são realizadas com frequência atividades esportivas, educativas e culturais voltadas aos moradores das imediações. Em 2012, a praça recebeu obras de revitalização pela Prefeitura da Cidade do Rio de Janeiro.